# NGC 645
NGC 645 (również PGC 6172 lub UGC 1177) – galaktyka spiralna z poprzeczką (SBb), znajdująca się w gwiazdozbiorze Ryb. Odkrył ją Albert Marth 27 października 1864 roku.